# Altenheim Seevorstadt-Ost
Das Altenheim Seevorstadt-Ost (DDR-Bezeichnung: Feierabendheim „Anton Saefkow“) war das erste Altenheim Dresdens, das nach dem Zweiten Weltkrieg neu entstand, und befand sich an der Anton-Saefkow-Straße 1a (heute Mary-Wigman-Straße 1a). Seine Gebäude werden heute nicht mehr als Pflegeheim genutzt, jedoch stattdessen ein unmittelbar benachbart auf demselben Grundstück errichteter Neubau, der das Alloheim „Senioren-Zentrum Bürgerwiese“ beherbergt.
Ab 2020 wurden die ehemaligen Pflegeheim-Gebäude an der Parkstraße saniert. Unter der Anschrift Gret-Palucca-Straße 2–6a entstanden darin 95 Sozialwohnungen der kommunalen Wohnungsgesellschaft Wohnen in Dresden (WiD).

## Beschreibung
Der Gebäudekomplex wurde von 1959 bis 1960 an der Bürgerwiese errichtet. Die Leitung hatte der Städtebau von Kurt Röthig, Heinz Berndt inne. Die Entwürfe stammten vom Architekten Gerd Dettmar, Wolfgang Hänsch und Kollektiv.
Drei Bettenhäuser mit 452 Betten, gehören zum Gebäudekomplex des Altenheims und hatten einen altrosa Spritzputz erhalten. Diese wurden in Südwest-Nordost-Richtung angeordnet, um eine „optimale Wohnanlage zur Parkstraße“ zu erhalten. Die Gebäude wurden in „traditioneller Bauweise“ mit „Loggienfassaden“ mit „vertikalen Betonlamellen“ gestaltet. Die Loggienlängsseiten erhielten einen weißen Farbanstrich.
Ein grau-weißer Saalbau hat einen Kultur- und Speisesaal, der als Gemeinschaftszentrum für das Wohngebiet konzipiert wurde und 420 Personen umfasst. Ein weiteres Gebäude ist der Verwaltungsbau. Alle Gebäude sind durch Gänge mit Pergola miteinander verbunden.
Zwei Seelöwen aus Diabas an einem Terrazzobecken mit Rohrfontäne geschaffen von Susanne Voigt im Jahr 1960 schmückten das Gelände.
Da die räumlichen Gegebenheiten den Ansprüchen an eine moderne Pflegeeinrichtung nicht mehr gerecht wurden, entstand in den Jahren 2004/2005 das heutige Alloheim Senioren-Zentrum Bürgerwiese und die Altbauten wurden später zu Sozialwohnungen umgebaut. Anfang 2006 zogen die ersten Bewohner in den Pflegeheim-Neubau. Das architektonische Konzept des 96 Pflegeplätze bietenden Neubaus basiert „auf den Prinzipien der klassischen von Harmonie geprägten Architekturgliederung. Klarheit, Einfachheit, Ganzheit, Harmonie, Stimmigkeit, künstlerische Mannigfaltigkeit usw. sind die sinnlich sittlichen Maximen der Aufklärung, die dem geistigen Prinzip der Architekturauffassung entsprechen.“